# Melina Havelock
Melina Havelock é uma personagem fictícia do filme 007 Somente Para Seus Olhos, da franquia cinematógráfica de James Bond, o espião britânico criado por Ian Fleming. Interpretada nas telas pela atriz francesa Carole Bouquet, no livro de contos original ela se chama Judy Havelock.

## Características
Meio grega, meio britânica, Melina é a filha única do casal Iona e Sir Timothy Havelock, dois arqueólogos marinhos que são assassinados em seu barco, quando se encontram numa missão para a inteligência britânica em busca de um navio espião que afundou na costa albanesa. Ela então sai à procura dos assassinos dos pais. Perita no uso de uma besta, é com essa arma que ela busca sua vingança pessoal.

## No filme
Seu primeiro encontro com Bond se dá na villa espanhola de Hector Gonzales, o assassino e um dos capangas do mandante do assassinato, o vilão Aristotle Kristatos, quando o mata com uma seta disparada de sua besta, enquanto Bond, que também o perseguia, observava a casa e era descoberto por seus guarda-costas. Melina e 007 fogem dos bandidos no carro dela, um pequeno Citroën 2CV amarelo, escapando da perseguição dos carros dos outros capangas, muito mais potentes, mas destruídos em acidentes pelo caminho.
Eles se cruzam novamente em Cortina d'Ampezzo, uma estação de esqui no norte da Itália, quando Melina está na trilha do mandante e sofre uma tentativa de assassinato na neve, sendo salva pelo espião. Mais um vez, recusa-se a atender ao pedido de Bond para desistir da vingança, se afastar do caso e salvar a própria vida. Mais tarde, os dois se encontram na Grécia, onde 007 a informa que Kristatos matou seus pais para que eles não encontrassem os destroços do St. Georges antes dele, já que o navio carregava um importante sistema de comando de lançamento de mísseis - ATAC - recém-inventado pelos britânicos, o objetivo de Kristatos, que pretendia vendê-lo por uma fortuna à KGB soviética. Mas quando os dois fazem um mergulho nos destroços e localizam o ATAC, são surpreendidos pelo vilão e seus homens, que retomam o aparelho e os levam presos.
Escapando de Kristatos, os dois se unem novamente ao fim do filme, no ataque à fortaleza do assassino no alto de um montanha, junto com os homens de Columbo, um contrabandista de ouro e diamantes rival de Kristatos, Bond para impedi-lo de entregar o ATAC ao General Gogol da KGB, e Havelock para terminar sua vingança pessoal.
Depois de uma luta no alto da montanha entre o grupo e os capangas do vilão, e com o ATAC tendo sido destruído pelo próprio Bond - nem britânicos nem soviéticos o teriam - Havelock prepara-se para matar Kristatos com sua besta, enquanto Bond tenta dissuadi-la da vingança. Distraída por 007, ela não percebe que Kristatos se prepara para matá-la com uma faca escondida, quando ele mesmo então é morto por uma facada nas costas, atirada por Columbo.
Na cena final, de volta ao barco ancorado na costa grega, Havelock e Bond conseguem então ficar a sós e se beijam sob a luz do luar. Antes de mergulharem no mar para nadarem nus, ela retira seu robe e mostra seu corpo a Bond com a frase: "For your eyes only, darling" ("Somente para seus olhos, querido"). 

## A atriz
O papel foi escrito especialmente para a atriz italiana Ornella Muti, depois que o produtor da franquia, "Cubby" Broccoli, a viu como "Princesa Aura" na megaprodução Flash Gordon (1979); Muti, porém, recusou o papel porque queria voltar para a Europa, o que lhe causou um dos grandes arrependimentos posteriores na carreira. Bouquet, que já havia testado para o papel de Holly Goodhead – perdeu para Lois Chiles – do filme anterior 007 contra o Foguete da Morte, ficou então com o principal papel feminino deste filme.